# Instituto Fraunhofer de Sistemas de Energía Solar
El Instituto Fraunhofer para Sistemas de Energía Solar ISE (o Fraunhofer ISE) es un instituto de la Fraunhofer-Gesellschaft. Ubicado en Freiburg, Alemania, el Instituto realiza investigación y desarrollo científico y de ingeniería aplicada para todas las áreas de la energía solar. El Instituto Fraunhofer ISE tiene tres sucursales externas en Alemania que llevan a cabo trabajos de desarrollo de células solares y materiales semiconductores: el Laboratorio y Centro de Servicios (LSC) en Gelsenkirchen, el Centro de Tecnología de Materiales Semiconductores (THM) en Freiberg y el Centro Fraunhofer de Silicio Fotovoltaico. (CSP) en Halle. De 2006 a 2016, Eicke Weber fue director de Fraunhofer ISE. Con más de 1100 empleados, Fraunhofer ISE es el mayor instituto de investigación de energía solar aplicada de Europa. El presupuesto operativo de 2012, incluidas las inversiones, fue de 74,3 millones de euros.

## Historia
Fraunhofer ISE fue fundado en 1981 por Adolf Goetzberger en Friburgo (Alemania). Fue el primer centro no universitario de investigación aplicada a la energía solar en Europa. Las primeras áreas de interés fueron el colector fluorescente FLUKO, el aislamiento transparente y los pasos iniciales hacia las células solares de silicio y III-V de alta eficiencia, las células solares de película fina de silicio y la investigación de materiales. Ya en 1983 se desarrolló el primer "inversor ISE" totalmente electrónico para su uso en sistemas fotovoltaicos autónomos. En 1986, se fabricó el primer producto en serie que utilizaba colectores fluorescentes como fuente de alimentación. Dentro del programa de pequeños dispositivos fotovoltaicos, se desarrollaron otros muchos productos de éxito. Cuando se puso en funcionamiento la sala blanca en 1989, comenzó la producción de células solares de alta eficiencia. En 1998, los recubrimientos absorbentes solares selectivos, desarrollados en el Fraunhofer ISE para colectores solares térmicos, se pusieron en producción a escala industrial. 
En 2011 el Fraunhofer ISE celebró su 30 aniversario. Desde su fundación, los científicos han recibido numerosos premios y galardones de prestigio por sus resultados de investigación en este campo.

## Investigación y desarrollo
Con este fin, el instituto desarrolla materiales, componentes, sistemas y procesos para la investigación básica y más allá. Sus áreas de especialización incluyen el desarrollo de técnicas de producción y prototipos, la creación y supervisión de sistemas de demostración y el funcionamiento de centros de pruebas y calibración en interiores y exteriores.
Las diversas áreas de investigación en Fraunhofer ISE se clasifican en las siguientes áreas comerciales:

### Edificios eficientes energéticamente
En el Fraunhofer ISE, los edificios energéticamente eficientes son una de las principales áreas de investigación. En colaboración con arquitectos, expertos en planificación y la industria, los investigadores del Fraunhofer ISE optimizan el rendimiento de los edificios existentes y desarrollan los edificios del mañana teniendo en cuenta los aspectos económicos, la eficiencia energética y el confort de los usuarios. A través de su participación en la Agencia Internacional de la Energía (AIE), el Instituto contribuye al establecimiento de las condiciones límite internacionales para la realización de estos conceptos. En esta área de negocio confluyen muchas disciplinas: desde la investigación de materiales y el desarrollo de revestimientos hasta el desarrollo de componentes y sistemas y, por último, los ensayos necesarios.

### Óptica aplicada y superficies funcionales
Los sistemas de energía solar convierten la radiación solar que incide sobre la tierra en energía térmica, eléctrica o química. Para transmitir, reflejar, absorber, filtrar, redirigir o concentrar mejor la radiación entrante, Fraunhofer ISE desarrolla componentes y sistemas ópticos. Esta área de negocio constituye un campo interdisciplinar y sirve a muchas áreas de la tecnología solar: ventanas y fachadas, colectores térmicos solares, sistemas concentradores para plantas fotovoltaicas y de energía solar, así como tecnología de módulos fotovoltaicos.

### Sistemas solares térmicos
Esta área de negocio cubre los mercados de aplicaciones de baja y alta temperatura. Los colectores solares térmicos y los sistemas de colectores con colectores planos o de tubos de vacío encuentran numerosas aplicaciones en la práctica. Entre ellas se incluyen sistemas de calentamiento solar y de agua de proceso, sistemas de refrigeración y ventilación y sistemas de desalinización de agua de mar. También se utilizan colectores integrados en fachadas. Con los colectores de concentración lineal se alcanzan temperaturas de funcionamiento de 150 °C a más de 400 °C. Tanto los colectores cilindro-parabólicos como los cilindro-parabólicos no sólo se utilizan para la producción de energía termosolar en grandes centrales eléctricas, sino también en plantas más sencillas y rentables para la producción de calor de proceso, vapor de proceso y calor de accionamiento para enfriadoras de absorción.

### Fotovoltaica del silicio
Especialmente gracias a los programas de introducción en el mercado de Japón y Alemania, el papel de la energía fotovoltaica está adquiriendo cada vez más importancia. Más del 85% de las células solares producidas en todo el mundo se basan en silicio cristalino. La relación precio-rendimiento, la estabilidad a largo plazo y el potencial de reducción de costes indican que esta tecnología puntera en el mercado fotovoltaico terrestre mantendrá su puesto de líder del mercado durante más tiempo que la próxima década. La experiencia del Fraunhofer ISE abarca toda la cadena de valor de la fotovoltaica de silicio cristalino, desde el desarrollo de materiales y la cristalización hasta el procesamiento de células solares y la tecnología de módulos fotovoltaicos.

### Módulos y sistemas fotovoltaicos
La tecnología de módulos convierte las células solares en un producto robusto para un funcionamiento fiable en centrales fotovoltaicas. Fraunhofer ISE apoya el desarrollo de productos centrándose en el aumento de la eficiencia, la reducción de costes y el logro de la máxima fiabilidad. Además, el Instituto ofrece sus servicios para el aseguramiento de la calidad de módulos y centrales eléctricas.

### Tecnologías fotovoltaicas alternativas
Además de la fotovoltaica de silicio, la investigación sobre células solares en el Fraunhofer ISE se extiende también a otras tecnologías fotovoltaicas: con semiconductores basados en III-V, como el fosfuro de galio e indio, el arseniuro de aluminio y galio o el arseniuro de galio, pueden alcanzarse hoy en día las más altas eficiencias. La tecnología de las células solares tintadas se ha desarrollado mucho más allá de la fase de laboratorio y las células solares orgánicas resultan atractivas sobre todo por los bajos costes de fabricación previstos.

### Suministro de energía renovable
La construcción de sistemas conectados a la red es el mayor mercado actual de la rama fotovoltaica. El Instituto ofrece servicios de consultoría para la planificación de sistemas, caracteriza módulos solares y realiza análisis técnicos y pruebas de rendimiento de sistemas fotovoltaicos.
Las fuentes de alimentación fuera de la red también son un foco de la investigación en curso en el instituto. Las personas que viven en áreas rurales remotas, la innumerable cantidad de sistemas de telecomunicaciones, la tecnología de medición ambiental y los dispositivos electrónicos portátiles requieren una fuente de alimentación autónoma, independiente de la red. Fraunhofer ISE desarrolla sistemas de energía renovable para este propósito.
Fraunhofer ISE también realiza investigaciones en el área de control y electrónica de potencia. Esto incluye el desarrollo y ensayo de inversores en un moderno laboratorio de electrónica de potencia, así como la investigación en el campo de la gestión de la energía, incluidas la medición y las redes inteligentes.
En el futuro, los vehículos funcionarán parcial o totalmente con electricidad y extraerán su energía de la red (eléctricos y enchufables). Fraunhofer ISE está trabajando en la interfaz entre los vehículos y la red en conceptos para un suministro de energía ambientalmente aceptable y la integración óptima de los vehículos en la red eléctrica, incluidos los sistemas de medición y facturación.

### Tecnología de hidrógeno
En una pila de combustible, el hidrógeno reacciona con el oxígeno y libera energía útil en forma de electricidad y calor. Dado que el hidrógeno no existe en su forma pura en la naturaleza, debe producirse a partir de uno de sus muchos compuestos químicos. En Fraunhofer ISE, en el área de tecnología del hidrógeno, la investigación se centra en tecnologías innovadoras para la generación de hidrógeno y en procesos para la conversión altamente eficiente de hidrógeno en electricidad y calor utilizando los equipos más modernos. Junto con socios de la industria y la ciencia, se desarrollan componentes y sistemas completos de pilas de combustible para aplicaciones autónomas, portátiles y móviles.

## Unidades de servicio
Actualmente, los siguientes laboratorios de prueba certificados brindan servicios de prueba y calibración en los laboratorios:
- TestLab Sistemas Térmicos Solares
- Fachadas Solares TestLab
- Módulos fotovoltaicos TestLab
- Células fotovoltaicas CalLab
- Módulos fotovoltaicos CalLab

Otros establecimientos de servicio en los laboratorios son:
- Garantía de calidad de plantas de energía fotovoltaica
- Electrónica de potencia fotovoltaica
- Laboratorio de inversores
- Laboratorio de pruebas de baterías
- Laboratorio de iluminación
- Laboratorio de bombas de calor por Compresión de vapor
- Laboratorio de materiales de cambio de fase (PCM)
- Laboratorio de ensayos de materiales de adsorción y materiales porosos
- Pilas de combustible TestLab

## Cooperación
El Instituto es uno de los miembros fundadores y el miembro responsable de la Alianza Fraunhofer de la Energía, integrada por dieciséis institutos Fraunhofer especializados en tecnología e investigación energéticas.
El Instituto es miembro de ForschungsVerbund Erneuerbare Energien (FVEE) y de la Agencia Europea de Centros de Investigación de Energías Renovables (EUREC), así como de otras alianzas.
El Instituto mantiene una estrecha cooperación con el Centro de Investigación de Materiales de la Universidad de Friburgo, que asiste al Instituto con la investigación fundamental. El director del instituto ocupa un cargo docente en esa Universidad como profesor de física y ciencias aplicadas .

## Empresas derivadas
Hasta la fecha, se han fundado 12 empresas spin-off a partir de los resultados de la investigación aplicada en Fraunhofer ISE. Entre ellos se encuentran las siguientes:
- En 1999, se fundó PSE AG para brindar servicios y experiencia en energía solar. Además de recopilar estudios e informes, la empresa proporciona tecnología de medición y control y equipos de laboratorio hechos a medida.
- En 2001, se fundó Holotools GmbH (ahora temicon GmbH - holotools) para desarrollar y fabricar superficies funcionales para la gestión de la luz. Una experiencia particular, por ejemplo, es la producción de microestructuras homogéneas de gran superficie para superficies ópticas.
- En 2002, SorTech AG (rebautizada como Fahrenheit AG a partir de marzo de 2017) se escindió para explotar fuentes de calor para producir frío, utilizando así calor a baja temperatura como fuente de energía en lugar de electricidad. Como resultado, Fahrenheit avanzó en la tecnología subyacente, el enfriamiento por adsorción, y produce enfriadores que usan el calor residual de una variedad de fuentes para generar frío de manera económica.
- Soitec Solar, fundada en 2005, introdujo en el mercado una innovadora tecnología fotovoltaica que utiliza luz solar concentrada. Con esta tecnología se siguen desarrollando, fabricando e instalando centrales fotovoltaicas de 100 kW a varios megavatios.
- En 2014, Enit Energy IT Systems GmbH se escindió para desarrollar y comercializar sistemas de gestión de la energía para medianas empresas. Estos sistemas ayudan a los clientes a obtener más transparencia sobre su consumo de electricidad, calefacción y gas. Además, los productos de la empresa permiten un control inteligente del sistema y un funcionamiento más eficiente.
- NexWafe GmbH, Fraunhofer ISE hizo una contribución en junio de 2015 al fundar NexWafe GmbH como una spin-off para transferir el proceso de fabricación desarrollado en Fraunhofer ISE para obleas de silicio de crecimiento epitaxial ("tecnología de obleas sin corte") a la producción. Los productos de NexWafe servirán al mercado multimillonario de obleas de gama alta.
- SolarSpring GmbH, con sede en Freiburg, Alemania, se fundó en febrero de 2009 como una empresa derivada de Fraunhofer ISE.
- Mondas GmbH se fundó en abril de 2018 como una escisión del Instituto Fraunhofer para Sistemas de Energía Solar ISE, PSE AG y la Universidad de Ciencias Aplicadas de Biberach. La empresa ofrece una plataforma de sistemas IoT con la que los usuarios pueden recopilar y analizar datos de muchas unidades de energía y producción similares, supervisarlas y operar un sistema de gestión de la puesta en servicio de edificios que ahorra tiempo y costes.
- HighLine Technology desarrolla y comercializa tecnología de dosificación de alta eficacia para beneficiar a las futuras industrias de producción pertinentes con la innovación en el ahorro de recursos.

## Personal, infraestructura y financiación
El laboratorio cuenta con una plantilla de 1139 personas, de las cuales 439 ocupan puestos fijos. (a fecha de 04/2012).
El instituto de investigación tiene una superficie neta de 21.000 m² que incluye oficinas, laboratorios y campos de pruebas. Actualmente se están construyendo nuevos laboratorios y oficinas.
El presupuesto operativo de 2011 ascendió a 61,3 millones de euros. Solo el 5% del presupuesto operativo fue financiación básica, el 90% procedente de fondos federales alemanes y el 10% de fondos estatales alemanes. Alrededor del 50% procedía de contratos de investigación con la industria; el resto procedía de fondos públicos y de otras fuentes. En 2011, las inversiones anuales ascendieron a 7,7 millones de euros. (a fecha de 04/2012)